# Jurij 2.
Jurij 2. (russisk: Ю́рий–II) (født 26. november 1188, død  4. marts 1238) var den fjerde storfyrste af Vladimir (1212–1216, 1218–1238), der regerede Storfyrstendømmet Vladimir-Suzdal på tidspunktet for Mongolernes invasion af Rus'. Han var den tredje søn af Vsevolod 3. og Maria Sjvarnovna. 
I 1212 besluttede faderen, Vsevolod, at sætte Jurij til at regere i Rostov i stedet for Jurijs storebror, Konstantin, der havde regeret siden 1208 og også havde regeret i Jaroslavl. Som kompensation fik Konstantin lovning på at overtage Vladimir ved faderens død. Konstantin nægtede dog at opgive Rostov for senere at regere i Vladimir, da han ønskede at regere både Vladimir og Rostov i fremtiden. Vsevolod lod herefter indkalde et stormøde med en række gejstlige, hvorpå det blev besluttet, at han i stedet testamenterede hovedstaden Vladimir til Jurij. Ved Vsevolods død den 15. april 1212 blev Jurij fyrste i Vladimir. Konstantins arvinger overtog Rostov og Jaroslav. 
Konstantin accepterede ikke, at Jurij fik Vladimir, og Jurij tilbød Konstantin, at Konstantin kunne få Vladimir mod at Jurij fil Rostov. Men Konstantin ønskede, at sønnen Vasilij fik Rostov og tilbød i stedet Jurij at overtage Suzdal, hvilket Jurij afviste. Der udbrød herefter fjendtligheder, hvor Jurij allierede sig med sin bror Jaroslav og drog mod Rostov. Det kom dog ikke til et egentlig slag, og der blev i stedet indgået en våbenhvile. Våbenhvilen varede til 1216, hvor der atter udbrød stridigheder mellem Vsevolods arvinger. En alliance mellem Jurij og Jurijs støtter blev besejret af Konstantin og Konstantins støtter ved et slag den 21. april 1216, hvor Jurij led et knusende nederlag og ifølge kilder i Novgorod mistede mere end 9.000 mand. Jurij flyttede til Vladimir, men blev belejret og måtte overgive sig til Konstantin, der overtog Vladimir. Der blev herefter indgået en fredsaftale, hvor Jurij i stedet overtog Gorodets-Radilov ved Volga. Året efter indgik Jurij en ny aftale med Konstantin, hvorefter Jurij kunne udvide sine besiddelser og overtage Suzdal, og efter Konstantins død overtage Vladimir mod til gengæld at sikre Konstantins arvinger. Da Konstantin døde i 1218 overtog Jurij atter Vladimir.
Jurij førte en række felttog mod Det Volgabulgarske rige og grundlagde blandt andet Nizjnij Novgorod ved Volga som en fæstning mod volgabulgarerne.
Under mongolernes invasion af Rus' gik Jurij 2. i krig mod mongollederen Batu Khan under slaget ved Sit i 1238. Slaget endte som en katastrofe for russerne, da Jurij 2. faldt og russernes hær blev udslettet.
Relikvier af Jurij 2. opbevares i Maria Himmelfartskatedralen i Vladimir.